# تینوس
تینوس (به لاتین: Tinos) یک جزیره در یونان است که در استان اژه جنوبی واقع شده‌است.

## خصوصیات
تینوس ۱۹۴٫۶ کیلومترمربع مساحت و ۸٬۶۳۶ نفر جمعیت دارد.

## نگارخانه

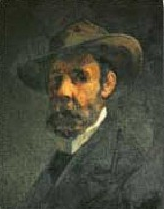
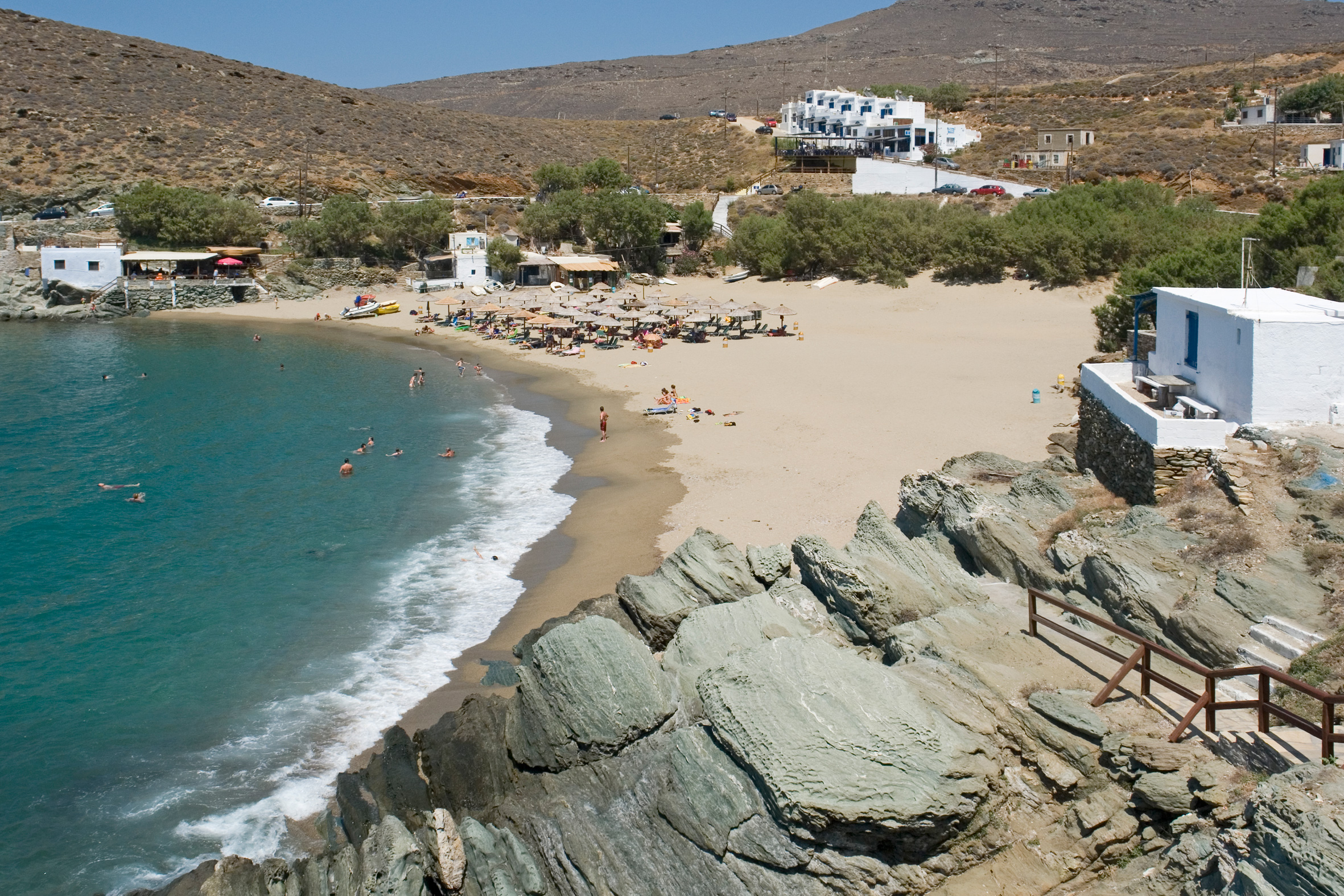
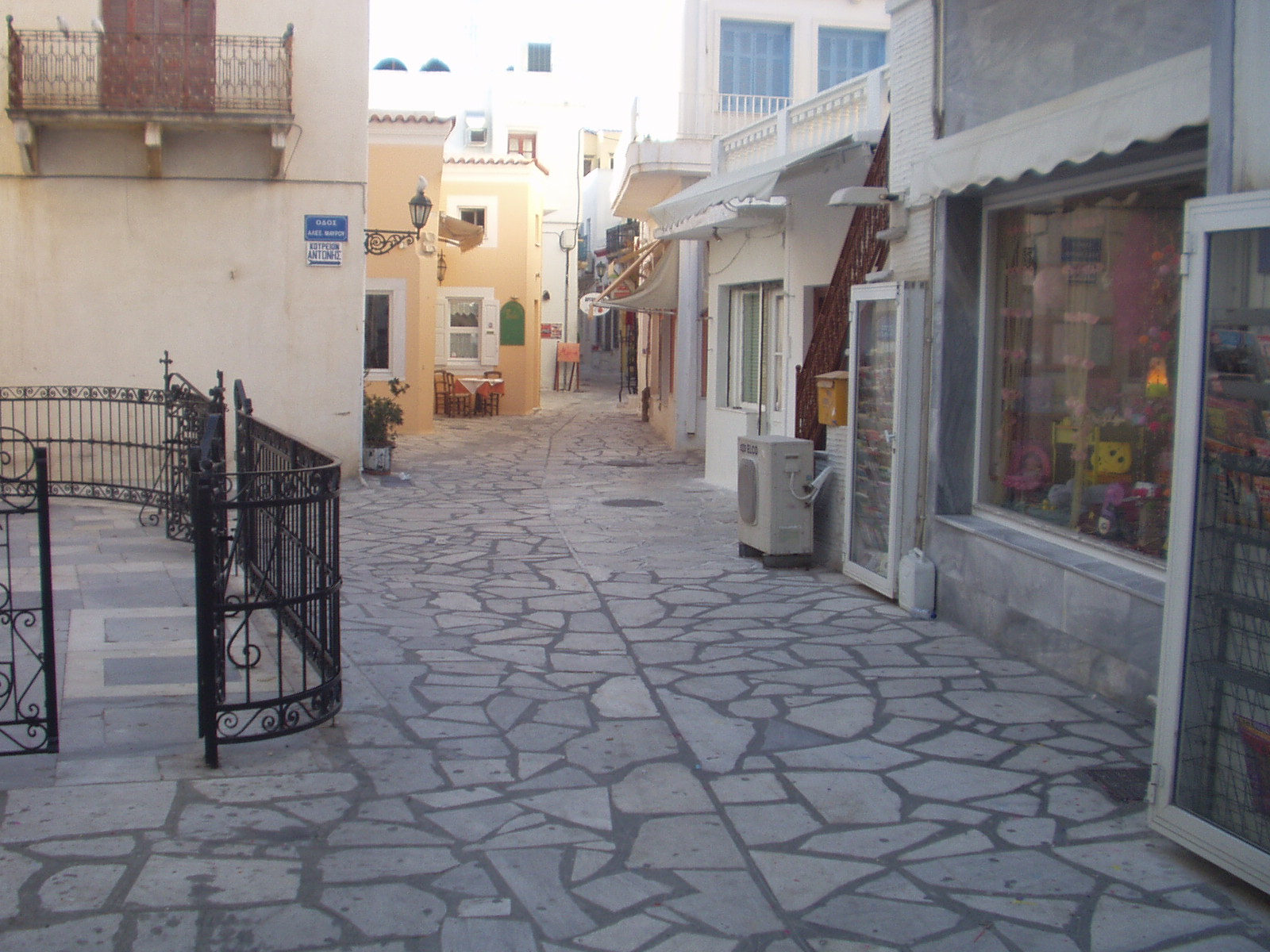
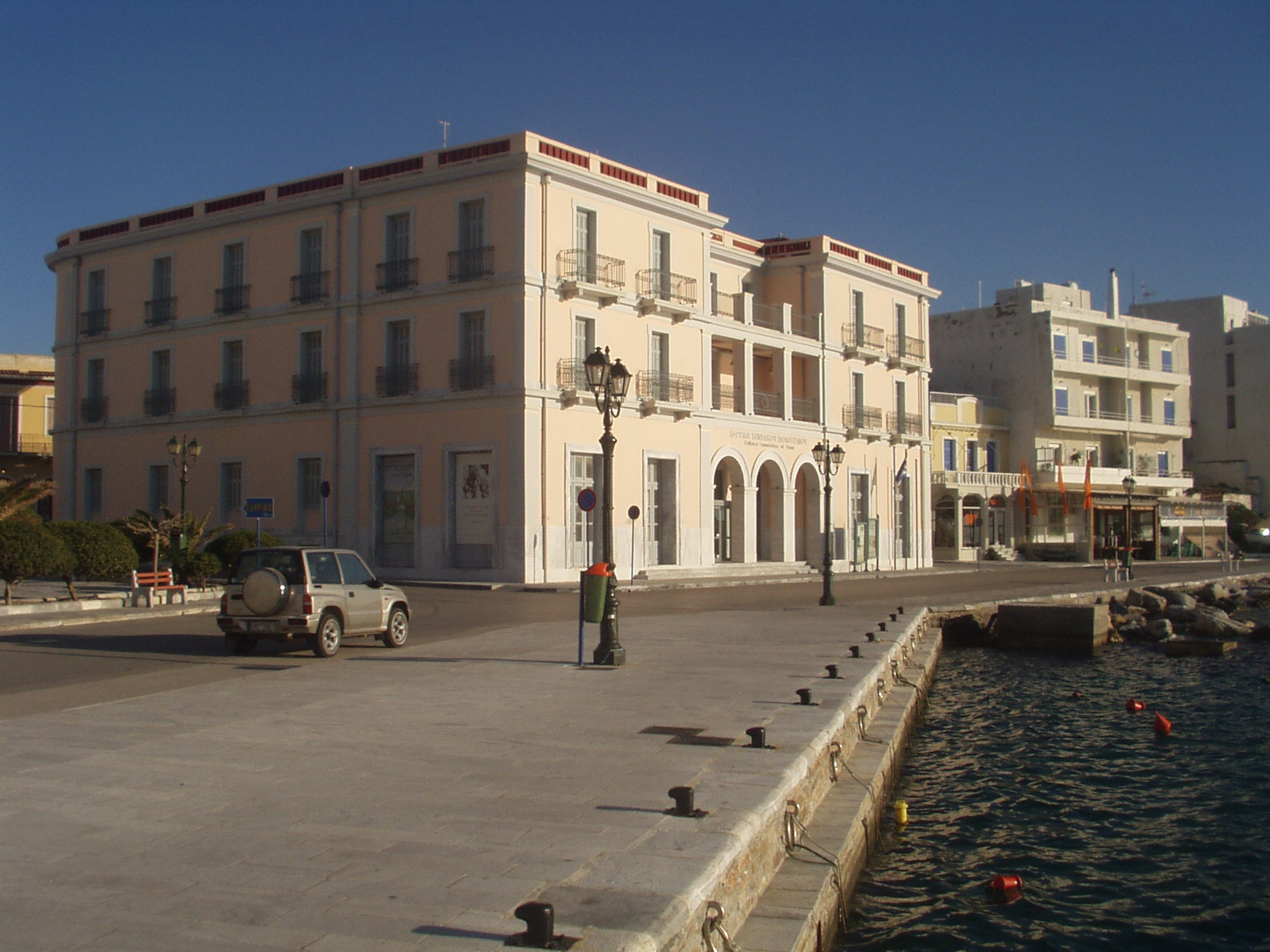